# Filzbach
Filzbach est une localité et une ancienne commune suisse du canton de Glaris, située dans la commune de Glaris Nord.

## Géographie

Photo aérienne prise à 500 m par Walter Mittelholzer (1923)

Selon l'Office fédéral de la statistique, l'ancienne commune de Filzbach mesurait 13,87 km2 et comprenait la localité de Dörfli.
L’agglomération de Filzbach se trouve sur les berges du lac Walensee au nord de la commune. Le territoire s'étend vers le sud en remontant le cours de la Tal et se termine dans un cirque formé par les sommets du Nüenchamm, du Fronalpstock et le Mürtschenstock.

## Démographie
Selon l'Office fédéral de la statistique, Filzbach compte 509 habitants fin 2022. Sa densité de population atteint 37 hab./km2.
Le graphique suivant résume l'évolution de la population de Filzbach entre 1850 et 2008 :